# هریسن، شهرستان وینباگو، ایلینوی
هریسن (به انگلیسی: Harrison) یک منطقهٔ مسکونی در ایالات متحده آمریکا است که در ایلینوی واقع شده‌است.